# Lonchura vana
Lonchura vana là một loài chim trong họ Estrildidae.